# 두 마리의 게
《두 마리의 게》(네덜란드어: Twee krabben, 영어: Two Crabs)는 빈센트 반 고흐가 1889년에 그린 유화로, 녹색 배경 위에 등을 대고 누워 있는 게 한 마리와 바로 있는 게 한 마리가 있는 정물화이다. 이 작품은 캔버스에 오일로 그린 작품으로 작품의 크기는 세로 47 cm (19 in)에 폭은 61 cm (24 in)이다.
이 그림은 반 고흐가 1889년 1월에 병원에서 퇴원한 후에 그린 것으로 추정되며 그의 동생 테오 반 고흐가 1888년 9월에 보내준 《아티스틱 재팬》 잡지에서 가쓰시카 호쿠사이의 게 일본판화를 보고 영감을 받아 이 그림을 그린 것으로 보인다.
이 그림은 개인 수집가로부터 대여받아 런던 내셔널 갤러리에 소장되어 있다.

## 관련 작품

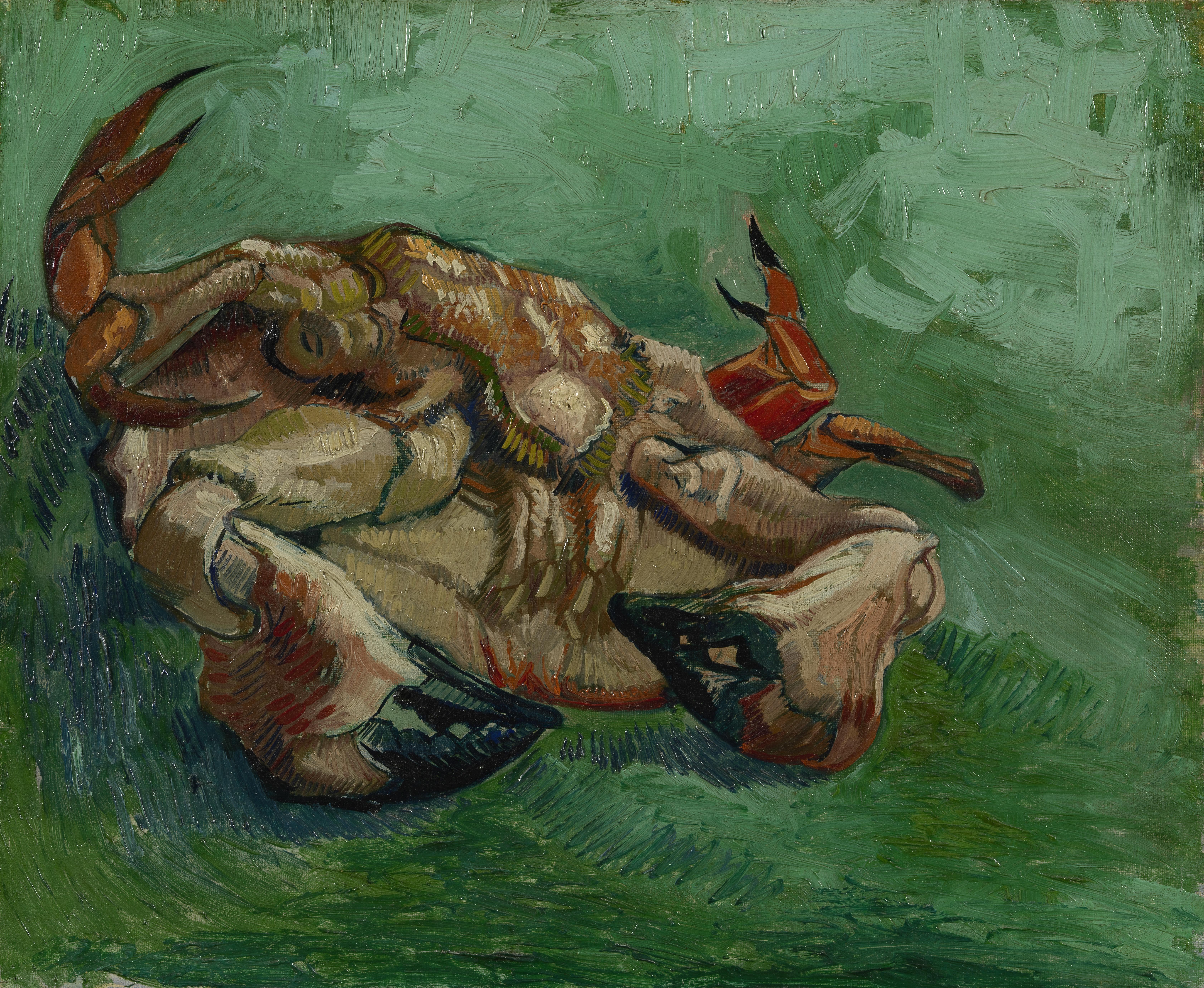
《뒤집힌 게》, 1887년경

반 고흐는 《두 마리의 게》와 유사한 작품인 《뒤집힌 게》도 그렸으며 현재 암스테르담의 반 고흐 미술관에 소장되어 있다.